# Elisabetta Rosboch von Wolkenstein
Elisabetta Rosboch von Wolkenstein, née le 9 septembre 1987, est l'épouse du  prince Amedeo de Belgique, archiduc d'Autriche-Este.

## Naissance et famille
Elisabetta est une journaliste italienne, née à Rome le 9 septembre 1987, enfant unique du nobile (en) Ettore Rosboch von Wolkenstein (né en 1945[précision nécessaire]), producteur de cinéma, et de son épouse, donna Anna Maria "Lilia" Smecchia (née le 25 septembre 1947, divorcée de Paolo Cazzaniga), des comtes Smecchia (en), productrice de cinéma.
Son parrain et oncle était don Carlo Caracciolo, 9e prince di Castagneto et 4e duc di Melito (qu'on appelait le "prince éditeur"), qui avec donna Marella Caracciolo di Castagneto, épouse du magnat Gianni Agnelli, sont les demi-frère et demi-sœur d'Ettore Rosboch von Wolkenstein, fils illégitime de leur père, don Filippo Caracciolo, 8e prince di Castagneto (grand-père paternel d'Elisabetta).
La grand-mère paternelle d'Elisabetta, Elisabeth Jaworski von Wolkenstein (née Elisabeth von Jaworski,, 1915-1959), était veuve depuis des mois, du sous-secrétaire aux finances italien Nob. Ettore Bernardo Rosboch (19 avril 1893 - 18 août 1944) lorsque son fils Ettore est né de don Filippo (Carlo et Marella Caracciolo sont nés de son mariage avec l'héritière américaine Margaret Clarke). Le sous-secrétaire Rosboch et sa femme Elisabeth eurent de leur mariage une fille, baptisée Patrizia, demi-sœur aînée d'Ettore.
La marraine d'Elisabetta est sa tante maternelle, la comtesse Muni Sassoli de Bianchi.

## Éducation et carrière
Elisabetta a obtenu son baccalauréat au lycée Chateaubriand de Rome en économie et sciences sociales en 2005. Elle a ensuite déménagé à Londres pour étudier la littérature comparée et le cinéma à l'université Queen Mary de Londres. Elle a reçu un baccalauréat ès arts avec distinction de la classe supérieure de Queen Mary en mai 2009.
Depuis septembre 2009, Elisabetta travaille pour la section culturelle de Bloomberg News.

## Mariage et descendance
Le 15 février 2014, le Palais royal de Bruxelles publie un communiqué annonçant les fiançailles du prince Amedeo de Belgique avec Mademoiselle Elisabetta Maria Rosboch von Wolkenstein,, née à Rome le 9 septembre 1987.
Amedeo et Elisabetta descendent tous deux, par leurs ascendances italiennes, de don Giuseppe Tiberio Ruffo di Calabria-Santapau (1627-1683), 2e prince de Palazzolo, et ont pour ancêtre commun par leurs ascendances princières allemandes, Franz Albrecht Ier (1663-1737), prince d'Oettingen-Spielberg.
Le mariage est célébré à Rome le 5 juillet 2014, en la basilique Sainte-Marie-du-Trastevere par le cardinal Godfried Danneels,,.
Seize mois plus tard, Amedeo reçoit, par arrêté royal du 12 novembre 2015 (publié au Moniteur belge le 24 novembre suivant), avec effet rétroactif au 4 juillet 2014 (en dépit de la non-consultation des Chambres et en contravention avec l'article 85 de la Constitution belge), le consentement du roi à son mariage, nécessaire à la conservation de ses droits dynastiques, comme prévu par la Constitution. Le prince Amedeo, dès lors, réintègre l'ordre de succession au trône de Belgique.
Jusqu'à ce qu'un arrêté royal lui accorde éventuellement le titre de princesse de Belgique, l'épouse du prince Amedeo est archiduchesse d'Autriche-Este. Elle porte également les titres de courtoisie de princesse de Modène, princesse de Hongrie, de Bohême et de Croatie (non reconnus en Belgique).
Le couple a trois enfants : l'archiduchesse Anna-Astrid, née le 17 mai 2016 à l’hôpital Saint-Pierre de Bruxelles,,, l'archiduc Maximilian, né le 6 septembre 2019 et l'archiduchesse Alix d'Autriche-Este, née à l'hôpital Delta de Bruxelles le 2 septembre 2023.

## Titres et honneurs

### Titulature
- 9 septembre 1987 - 5 juillet 2014 : Nob. Elisabetta Rosboch von Wolkenstein
- depuis le 5 juillet 2014 : Son Altesse Impériale et Royale l'archiduchesse Elisabetta d'Autriche-Este, princesse de Hongrie, de Bohême et de Croatie.